# Круглинская волость
Кру́глинская во́лость — упразднённая административно-территориальная единица, существовавшая в составе 1-го стана Дмитровского уезда Орловской губернии в 1890—1928 годах.
Административными центрами были деревня Круглое (1890—1923 гг.) и село Домаха (1923—1928 гг.).

## География
Занимала юго-западную часть уезда. В настоящее время бо́льшая часть территории бывшей Круглинской волости входит в состав Дмитровского района Орловской области, кроме территории бывшего Черневского сельсовета — в составе Дмитриевского района Курской области.

## История
Образована в 1890 году из территорий упразднённых Малобобровской и Черневской волостей. 17 октября 1918 года часть селений Круглинской волости была передана в восстановленную Упоройскую волость. В 1920 году к Круглинской волости была присоединена Балдыжская волость, а в 1923 году — Домаховская и Упоройская волости. В том же 1923 году административный центр был перенесён из деревни Круглое в село Домаха. Упразднена в 1928 году в связи с переходом на районное деление.

## Населённые пункты
В 1926 году на территории волости находилось 134 населённых пункта: 12 сёл, 13 деревень, 82 посёлка, 16 хуторов и отрубов, 2 мельницы, 3 совхоза, 1 медпункт, 5 прочих населённых пунктов. Ниже представлен список населённых пунктов с численностью населения более 500 человек:
| №  | Название        | Тип НП  | Население |
| -- | --------------- | ------- | --------- |
| 1  | Домаха          | село    | 1660      |
| 2  | Брянцево        | село    | 1394      |
| 3  | Талдыкино       | деревня | 1226      |
| 4  | Черневка        | село    | 1135      |
| 5  | Алёшинка        | деревня | 1108      |
| 6  | Балдыж          | село    | 1036      |
| 7  | Малое Боброво   | село    | 1032      |
| 8  | Упорой          | село    | 965       |
| 9  | Любощь          | деревня | 849       |
| 10 | Круглое         | деревня | 840       |
| 11 | Власовка        | деревня | 839       |
| 12 | Промклево       | село    | 744       |
| 13 | Берёзовка       | деревня | 698       |
| 14 | Кавелино        | село    | 693       |
| 15 | Осмонь          | село    | 664       |
| 16 | Девятино        | село    | 542       |
| 17 | Кочетовка       | деревня | 525       |
| 18 | Холчёвка        | деревня | 512       |
| 19 | Большое Кричино | село    | 511       |
| 20 | Сторожище       | деревня | 506       |

## Сельсоветы
С установлением советской власти после 1917 года на территории волости стали образовываться сельсоветы. По состоянию на 1926 год в составе укрупнённой Круглинской волости было 11 сельсоветов:
| №  | Сельсовет        | Административный центр |
| -- | ---------------- | ---------------------- |
| 1  | Алешинский       | д. Алешинка            |
| 2  | Берёзовский      | д. Берёзовка           |
| 3  | Большекричинский | с. Большое Кричино     |
| 4  | Брянцевский      | с. Брянцево            |
| 5  | Домаховский      | с. Домаха              |
| 6  | Круглинский      | д. Круглое             |
| 7  | Малобобровский   | с. Малое Боброво       |
| 8  | Осмонский        | с. Осмонь              |
| 9  | Талдыкинский     | д. Талдыкино           |
| 10 | Упоройский       | с. Упорой              |
| 11 | Черневский       | с. Черневка            |